# Esther Cohn
Esther Cohn (* 18. September 1926 in Offenburg; † 18. Oktober 1944 im KZ Auschwitz) war ein junges Mädchen, das während der Shoah (deutschen Judenverfolgungen) ermordet wurde. Ihr Tagebuch blieb erhalten und befindet sich als Zeitzeugnis in Yad Vashem.

## Leben
Esther Lore Cohn war die älteste der drei Töchter des Wein- und Spirituosenvertreters Eduard Cohn und seiner Ehefrau Sylvia, geb. Oberbrunner. Eduard Cohn leitete eine zionistische Gruppe in Offenburg; seine Ehefrau schrieb Gedichte und hielt Vorträge über Literatur etc. in der Synagoge, die im ehemaligen Gasthaus Salmen untergebracht war.
In Offenburg lebten auch die Großeltern Esther Cohns mütterlicherseits: Emma Oberbrunner, geb. Kahn, war eines der ersten jüdischen Kinder gewesen, die in Offenburg geboren worden waren, nachdem den Juden 1862 die Ansiedlung in der Stadt gestattet worden war. Ihr Ehemann, der aus Trappstadt stammte, war 1884 nach Offenburg gekommen und engagierte sich politisch und in der jüdischen Gemeinde. Hauptberuflich allerdings war er Weinhändler und betrieb außerdem eine Branntweinbrennerei.
Esther Cohn wuchs mit ihren beiden jüngeren Schwestern Myriam und Eva in der Wilhelmstraße 15 in Offenburg auf. Als kleines Kind erkrankte sie an Kinderlähmung und musste mehrere Monate lang in einem Krankenhaus in Karlsruhe behandelt werden. Ihr Großvater Eduard Oberbrunner, der für einen Teil der hohen Behandlungskosten aufgekommen war, musste 1931 sein Geschäft aufgeben und starb im nachfolgenden Jahr.
Während und nach den vom nationalsozialistischen Regime reichsweit organisierten Gewaltmaßnahmen gegen Juden (Pogrom) im November 1938 wurden die meisten jüdischen Männer in Offenburg festgenommen und nach München ins KZ Dachau verschleppt. Esther Cohns Vater Eduard Cohn war dort vom 10. November bis zum 20. Dezember 1938 inhaftiert und kam dann frei, nachdem er das Versprechen abgegeben hatte, Deutschland binnen sechs Monaten zu verlassen. Im Mai 1939 emigrierte er nach England. Seine Bemühungen, Frau und Kinder nachzuholen, wurden vom Ausbruch des Zweiten Weltkriegs zunichtegemacht.

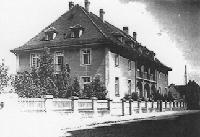
Das Antonienheim

Sylvia Cohn kam mit ihren drei Töchtern im Oktober 1939 in die Stadt München, nachdem den Juden in den grenznahen badischen Gebieten befohlen worden war, ihre Heimat zu verlassen. Die Unterbringung und Versorgung dieser Personen wurde in München von Else Behrend-Rosenfeld organisiert. Die Familie Cohn kam zunächst in der Luisenstraße 3 bei Rut und Gedda Engelmann unter, später wurden Sylvia, Myriam und Eva Cohn bei Frau Dr. Steinhard in der Tengstraße 27 einquartiert. Esther Cohn hingegen, für die wegen der bleibenden Schäden nach ihrer Erkrankung der weite Schulweg mit der Straßenbahn zu beschwerlich war, wurde im Antonienheim untergebracht und blieb dort auch, als ihre Mutter mit den beiden jüngeren Töchtern im März 1940 nach Offenburg zurückzog.
Esther Cohns Mutter und Schwestern wurden im Oktober 1940 nach Gurs deportiert und kamen später in ein Sammellager in Rivesaltes. Sylvia Cohn wurde von dort über Drancy nach Auschwitz weitertransportiert und dort am 30. September 1942 ermordet. Die beiden Mädchen wurden von einer Hilfsorganisation gerettet. Sie überlebten das Dritte Reich in einem Kinderheim in Ascona und trafen nach dem Ende des Krieges ihren Vater wieder.
Esther Cohn stand mit ihrer Familie noch längere Zeit in Kontakt, erfuhr aber nichts mehr vom Tod ihrer Mutter. Sie absolvierte im Antonienheim die achtklassige Volksschule und arbeitete nach dem Abschluss im März 1941 in dem Kinderheim. Das Heim, ursprünglich für Sozialfälle gegründet, war mit jüdischen Kindern verschiedener Altersstufen belegt und wurde von Alice Bendix und Hedwig Jacobi geleitet. Schon 1938 hätte es nach dem Wunsch des Stadtjugendamts aufgelöst werden sollen, doch konnte dies hinausgezögert werden. 
Im November 1941 wurden zahlreiche Kinder aus dem Heim samt ihren Erzieherinnen nach Kaunas verschleppt und ermordet. Esther Cohn, die bei der Vorbereitung der Kinder auf die „Abreise“ mithelfen musste, vermerkte dieses Vorkommnis nur lapidar und kurz in ihrem Tagebuch; über das Schicksal der Deportierten war ihr allerdings auch nichts bekannt. Im April 1942 musste das schon halb geleerte Haus dann vollends geräumt werden. Das ehemalige Antonienheim wurde von der NS-Aktion Lebensborn übernommen und genutzt. Im Verlauf des Krieges wurde es zerstört. 
Die letzten Bewohner des Heims, darunter auch Esther Cohn, kamen zunächst ins „Judenlager Milbertshofen“. Dorthin nahm Esther Cohn ihr Tagebuch mit, das sie von ihrer Mutter zu Chanukka 1939 geschenkt bekommen hatte. Es gelang ihr, das Tagebuch und andere persönliche Papiere von dort aus noch an die einstige Hausangestellte der Familie, Hermine Keller, zu schicken. Diese bewahrte die Unterlagen auf und übergab sie nach Kriegsende Esther Cohns jüngster Schwester Eva.
Die letzte Eintragung im Tagebuch stammt vom 2. Juni 1942 und beginnt mit den Worten: „Nun haben sie uns sogar das Kinderheim weggenommen und mit gemischten Gefühlen kamen wir in Möbelwagen verfrachtet hier an. Der Rest unseres Heimes sind noch 13 Kinder und Frl. Jacobi und Frl. Bendix. Alle anderen Kinder und Damen wurden am 1. April d. J. evakuiert und gleich danach kam die Auflösung des Heims. Wir hatten alle Hände voll zu tun […]“ Offenbar gelang es den Erzieherinnen, auch in dieser Situation noch eine einigermaßen entspannte Atmosphäre für ihre Schützlinge zu schaffen, denn Esther Cohn berichtete weiter: „Hier ist es jetzt aber sehr schön und wir bewohnen ein Zimmer in einer Baracke, das Frl. Bendix sehr nett einrichtete […] Seit ca. 4 Wochen arbeite ich im Büro und bin dort sehr glücklich und habe an der Arbeit viel Spaß. Heute hat mich Herr Metzger etwas geschimpft, aber war gleich danach wieder ganz goldig zu mir, wie immer […] Es sind hier auch ein paar große Jungens und ich habe mir gleich wieder einen rausgesucht.“
Ende Juli 1942 wurde Esther Cohn mit dem Transport II/20 ins Ghetto Theresienstadt deportiert. Dort lebte sie mehr als zwei Jahre lang. Auch aus dieser Zeit sind noch schriftliche Zeugnisse des jungen Mädchens überliefert. Den Text einer Karte, die sie ihrer jüngsten Schwester im Sommer 1944 zum 13. Geburtstag schrieb, zitierte diese in einem Brief an ihren Vater in England. Darin heißt es unter anderem: „Mir geht es sehr gut, macht euch keine Sorgen. Mit mir sind noch andere Mädels auf dem Zimmer hier.“ An die einstige Haushälterin schrieb Esther Cohn im August 1944: „Ich arbeite schon längere Zeit nicht, dafür lese ich viel und gehe spazieren.“ Als Adresse gab sie damals noch das „Jugendheim“ in der Hauptstraße 14 in Theresienstadt an. Diese postalischen Nachrichten verschickte Esther Cohn kurz nach der Besichtigung Theresienstadts durch eine Kommission des Internationalen Roten Kreuzes, der dort eine heile Welt vorgegaukelt wurde. Wenig später setzten die letzten Transporte von Theresienstadt ins Vernichtungslager Auschwitz ein, wo die Massentötungen noch bis zum 2. November 1944 durchgeführt wurden, ehe die russische Armee heranrückte. Esther Cohn wurde mit dem Deportationszug, der am 16. Oktober 1944 in Theresienstadt abfuhr, abtransportiert und nach ihrer Ankunft in Auschwitz vergast.

## Reaktionen auf das Tagebuch
Esther Cohns Tagebuch wurde von Martin Ruch veröffentlicht. Die Publikation enthält auch Ergänzungen und Reaktionen ihrer ehemaligen Mitbewohnerinnen und Mitbewohner im Antonienheim. Werner Grube etwa, der offenbar über den oft positiven Ton ihrer Berichte erstaunt war, erklärte sich ihre recht lakonische Eintragung zu der Anordnung, dass die Kinder Judensterne zu tragen hatten, mit der Annahme, Esther habe „in ihren Aufzeichnungen positive Seiten sehen“ wollen. Dass sie auch über den Abtransport der vielen Kinder im April 1942 nur wenige Worte verlor, überraschte Grube allerdings sehr. Er wunderte sich, „daß Esther die schlimmen Ereignisse, verbunden mit der ersten Deportation aus dem Heim, mit nur 2 Sätzen erwähnt. Gehörte sie doch zu denen, die mit der letzten Betreuung dieser Kinder zu tun hatten […] Es hat teilweise schlimme Abschiedsszenen gegeben [...] Es gab etliche Kinder, die den Ernst der Lage erkannten […]“ Auch eine kritische Bemerkung Esther Cohns über die Ostjuden, mit denen sie im Lager in Milbertshofen zum ersten Mal in Berührung kam, hält Werner Grube für recht unreflektiert. Es sei „Folgendes richtigzustellen: Im Lager Milbertshofen hatte man in einer gesonderten Baracke Ostjuden untergebracht unter völlig unzureichenden Verhältnissen. Diese Baracke war zugeschlossen, die Insassen konnten sie nicht verlassen. Anstelle einer Toilette gab es nur einen Eimer darin, der zu gewissen Zeiten ausgeleert wurde. Die Menschen hatten keine Möglichkeit, sich zu waschen […] Für das Hetzblatt ‚Der Stürmer‘ wurden einzelne, mittlerweile verwahrlost aussehende Menschen herausgeholt und fotografiert […]“ Esther Cohn hatte über die Insassen dieser Baracke geschrieben: „Und hier merkt man es leider deutlich, wie wahr die Arier haben [sic!], wenn sie sagen, daß sich die Juden unter sich so entsetzlich herumstreiten. Neben unserem ‚Stübchen‘ ist die Polenbude und ein Gestank und Geschrei kommt da immer raus, es ist nicht zum Wiedergeben.“

## Gedenken
Vor Esther Cohns Elternhaus in der Wilhelmstraße 15 in Offenburg wurden Stolpersteine für sie, ihre Mutter und eine Tante verlegt. Eine Straße in Offenburg wurde nach ihr benannt.